# Mediorhynchus pauciuncinatus
Mediorhynchus pauciuncinatus är en hakmaskart som beskrevs av Dollfus 1959. Mediorhynchus pauciuncinatus ingår i släktet Mediorhynchus och familjen Giganthorhynchidae. Inga underarter finns listade i Catalogue of Life.